# Kavad II
Siroe, riportato anche nella forma Shīrūya (in persiano شیرویه‎) e meglio conosciuto con il suo nome con cui regnò, ovvero Kavad II (in medio persiano 𐭪𐭥𐭠𐭲, "Kawād"; in persiano قباد‎, Qobād o "Qabad") (590 – Dastagird, 6 settembre 628), è stato un sovrano persiano che rimase a capo dell'impero sasanide per un brevissimo arco temporale nel 628.
Figlio di Cosroe II (regnante dal 590 al 628), a cui era subentrato dopo averlo rovesciato con un colpo di Stato, il suo mandato è giudicato alla stregua di un punto di svolta nella storia sasanide, in quanto viene ricollegato a uno dei motivi che causò la futura caduta dell'impero nell'ambito della conquista islamica della Persia.

## Biografia

### Origini e ascesa al potere
Siroe (più correttamente Shērōē) era figlio di Cosroe II, l'ultimo sovrano di spicco nella storia dell'impero sasanide, e Maria, una donna greca e probabile figlia dell'imperatore bizantino Maurizio. Siroe fu in seguito imprigionato da suo padre, il quale voleva assicurarsi la successione del suo figlio prediletto Mardanshah, avuto con la sua moglie preferita Shirin. La reputazione di suo padre subì un duro colpo a causa degli sviluppi delle ultime fasi della guerra romano-persiana del 602-628. Nel 627, il generale sasanide Rhahzadh fu ucciso e Dastagird, la residenza che più di ogni altra il re gradiva, fu saccheggiata e rasa al suolo dall'imperatore bizantino Eraclio, che stava avanzando verso la vicina capitale sasanide di Ctesifonte. Nel 628, Siroe venne liberato dalle più nobili famiglie dell'impero sasanide con il coinvolgimento dello spahbod ("comandante dell'esercito") Ispahbudhan Farrukh Ormisda e dei suoi due figli Rostam Farrokhzād e Farrukhzad, Shahrbaraz del casato di Mehrān, l'armeno Varaztirots II Bagratuni e, infine, il kanarang attivo nella provincia orientale sasanide dell'Abarshahr.

### Regno

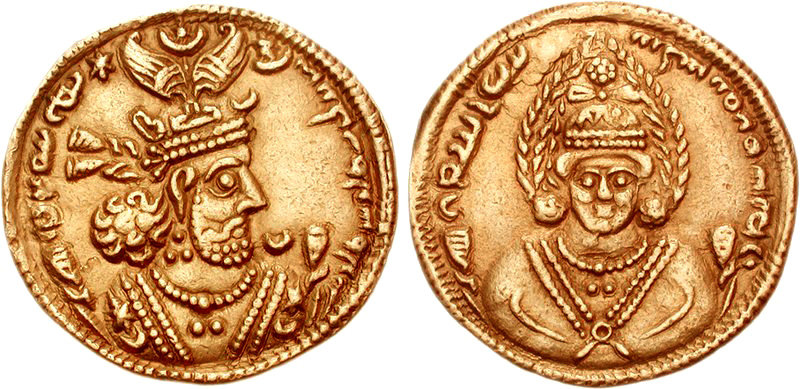
Moneta d'oro di Cosroe II

Il 25 febbraio, Siroe, insieme al comandante che più gli era fedele Aspad Gushnasp, catturò Ctesifonte e imprigionò Cosroe II. A quel punto si proclamò scià dell'impero sasanide e assunse il nome dinastico di Kavad II. Uno dei primi provvedimenti che adottò riguardò l'esecuzione di tutti i suoi fratelli e fratellastri, incluso l'erede Mardanshah, che era come detto il figlio prediletto di Cosroe. Una simile scelta, volta a eliminare «tutti uomini ben istruiti, valorosi e cavallereschi», privò la dinastia sasanide di un successore competente ed è stata descritta dagli storici moderni come frutto di una «furia cieca» e «sconsiderata». Tre giorni dopo, il sovrano ordinò all'influente nobile Mihr Ormisda di giustiziare suo padre. Qualche tempo più tardi, quando ormai l'aristocratico aveva adempiuto all'uccisione del genitore, Kavad fece uccidere anche Mihr Ormisda. Stando a quanto riferito dalle fonti, le sue sorelle Boran e Azarmidokht lo criticarono e rimproverarono per le sue grandi purghe, accrescendo in lui un senso di rimorso.
Le politiche repressive di Kavad vengono considerate un punto di svolta nella storia sasanide, in quanto ritenute una delle cause della crisi e della successiva dissoluzione dell'impero. Il rovesciamento e la morte di Cosroe culminarono in una guerra civile caotica durata dal 628 al 632, durante la quale i membri più potenti della nobiltà che ottennero la piena autonomia e iniziarono a costituire un proprio governo. Nel frattempo si acuì l'ostilità tra i membri dell'élite persiana (Parsig) e i discendenti di famiglie di epoca partica (Pahlav), i quali compromisero l'economia del paese e accrebbero l'instabilità interna. In sintonia con il desiderio dei nobili persiani, giunse poi a una pace con l'imperatore Eraclio, il quale fu ben lieto di riottenere i loro territori perduti in precedenza e i prigionieri, oltre a ricevere un'indennità di guerra, insieme alla Vera Croce e altre reliquie perdute a Gerusalemme nel 614.
Kavad concesse piena libertà religiosa ai cristiani nel corso del suo mandato. È inoltre noto che nominò il nobile armeno Varaztirots II Bagratuni come marzban (generale di una provincia di frontiera, "margravio") dell'Armenia, oltre a investire Ishoʿyahb II (628-645) quale nuovo metropolita della Chiesa d'Oriente nestoriana a Seleucia-Ctesifonte.
Nel 628 scoppiò una grave epidemia di peste che falcidiò la metà della popolazione dell'impero, compreso Kavad, il quale si spense dopo alcuni mesi di regno il 6 settembre di quell'anno. I principali nobili (wuzurgan) del paese elessero suo figlio di otto anni Ardashir III. In realtà, tuttavia, quest'ultimo esercitò ben poco potere, in quanto quest'ultimo rimase in capo al suo visir Mah-Adhur Gushnasp, il cui compito era quello di operare da reggente fino a quando Ardashir non fosse diventato abbastanza adulto per governare.

## Matrimonio
Un passaggio della Cronaca di Edessa, risalente alla metà del VI secolo è scritta in siriaco indica una certa «Anzoi la Romana» come la moglie di Kavad II e madre di Ardashir III; a giudizio degli storici moderni si trattava di una principessa cristiana dell'impero bizantino.

## Nella cultura di massa
Siroe è il soggetto delle opere di diversi compositori su libretto di Pietro Metastasio, allo stesso modo di Pasquale Errichelli, Johann Adolph Hasse, Leonardo da Vinci, Antonio Vivaldi e George Frideric Handel.

### Fonti primarie
- Ṭabarī, The History of Al-Ṭabarī, a cura di Ehsan Yar-Shater, vol. 40, Albany, State University of New York Press, 1985-2007.

### Fonti secondarie
- (EN) Christoph Baumer, The Church of the East: An Illustrated History of Assyrian Christianity, Bloomsbury Publishing, 2016, ISBN 978-18-38-60934-4.
- Barbara Frale, I grandi imperi del Medioevo, Newton Compton Editori, 2018, ISBN 978-88-22-72654-4.
- (EN) Mehrdad Kia, The Persian Empire: A Historical Encyclopedia, ABC-CLIO, 2016, ISBN 978-16-10-69391-2.
- (EN) John Robert Martindale, Arnold Hugh Martin Jones e J. Morris, The Prosopography of the Later Roman Empire, Volume III: A.D. 527-641, Cambridge, Cambridge University Press, 1992, ISBN 978-0-521-20160-5.
- (EN) Jacob Neusner, A History of the Jews in Babylonia, Part 5, BRILL, 2022, ISBN 978-90-04-50893-4.
- (EN) Parvaneh Pourshariati, Decline and Fall of the Sasanian Empire: The Sasanian-Parthian Confederacy and the Arab Conquest of Iran, I.B. Tauris, 2008, ISBN 978-1-84511-645-3.
- (EN) A. Shapur Shahbazi, Sasanian dinasty, in Encyclopaedia Iranica, ed. online, 2005.